# Райли, Дерек
Джон Дерек Райли (англ. John Derek Riley; 1 июля 1922, Виннипег — 6 мая 2018, Виннипег) — канадский гребец, выступавший за сборную Канады по академической гребле в 1950-х годах. Победитель и призёр многих регат национального уровня, участник летних Олимпийских игр в Хельсинки. Также известен как руководитель крупных торговых компаний.

## Биография
Дерек Райли родился 1 июля 1922 года в городе Виннипег провинции Манитоба, Канада. Учился в местной старшей школе St. John's-Ravenscourt School, затем поступил в Манитобский университет, где получил степень в области коммерции и бухгалтерского учёта.
Во время Второй мировой войны служил в Королевском канадском военно-морском флоте.
Серьёзно заниматься академической греблей начал вскоре после окончания войны, присоединившись к Виннипегскому гребному клубу. Принимал участие в Королевской канадской регате Хенли и в соревнованиях, проводимых под эгидой Северо-Западной международной гребной ассоциации. Начинал как юниор, но с 1947 года побеждал уже на взрослом уровне, при этом его напарниками были Тео Дубуа и Боб Ричардс.
Пик спортивной карьеры Райли пришёлся на 1952 год, когда он вошёл в основной состав канадской национальной сборной и благодаря череде удачных выступлений удостоился права защищать честь страны на летних Олимпийских играх в Хельсинки. Вместе с напарником Бобом Уильямсом стартовал в зачёте парных двоек, однако не сумел пройти дальше предварительного квалификационного этапа.
Впоследствии оставался действующим спортсменом вплоть до 1963 года. После завершения спортивной карьеры ещё достаточно долго оставался в гребле, выполняя административные функции, в частности был одним из ответственных организаторов гребной регаты в программе Панамериканских игр 1967 года в Виннипеге.
Помимо спорта работал в Компании Гудзонова залива, занимая здесь должность финансового директора. Позже занимал пост главного исполнительного директора в Виннипегской металлургической компании, а в 1987 году занял должность управляющего в Северо-Западной компании.
В 2009 году был введён в Манитобский спортивный зал славы и музей, тогда как в 2010 году стал членом спортивного зала славы своей школы  St. John's-Ravenscourt School.
За выдающиеся достижения в 2014 году награждён Орденом Канады.
Его племянник Сэнфорд Райли достаточно успешно занимался парусным спортом, участвовал в Олимпийских играх 1976 года в Монреале, а позже стал видным юристом и бизнесменом.
Дерек Райли умер 6 мая 2018 года в Виннипеге возрасте 95 лет.